# Ауэзов, Эрнар Мухтарович
Эрнар Мухтарович Ауэзов (28 ноября 1943—1995) — советский казахский орнитолог, открывший впервые подтверждённое гнездование реликтовой чайки и доказавший её видовой статус.

## Биография
Сын классика казахской литературы Мухтара Ауэзова и его третьей жены Валентины Николаевны Кузьминой (1904—1977). Отец целенаправлено прививал Эрнару любовь к природе, что предопределило выбор им профессии биолога. С детства был страстным охотником. Окончил Казахский государственный университет в 1966 году. В студенческие годы прошёл производственную практику в экспедициях орнитологов в Иргиз-Тургайской впадине и в Наурзумском заповеднике. Впоследствии собранные им материалы были научными основания для создания Тургайского зоологического заказника, позднее включенного в Рамсарский список водно-болотных угодий, ключевых территорий для охраны водоплавающих птиц, имеющих международное значение.
Служил в армии, за время службы сдал норматив мастера спорта по стрельбе из нарезной винтовки.
С 1967 по 1988 сотрудник лаборатории орнитологии Института зоологии АН КазССР. Основные работы были посвящены изучению водоплавающих и околоводных птиц Северного, Центрального и Юго-Восточного Казахстана. Изучал современное состояние популяций этой важнейшей группы птиц, разрабатывал меры по их рациональному использованию и охране.

### Изучение реликтовой чайки

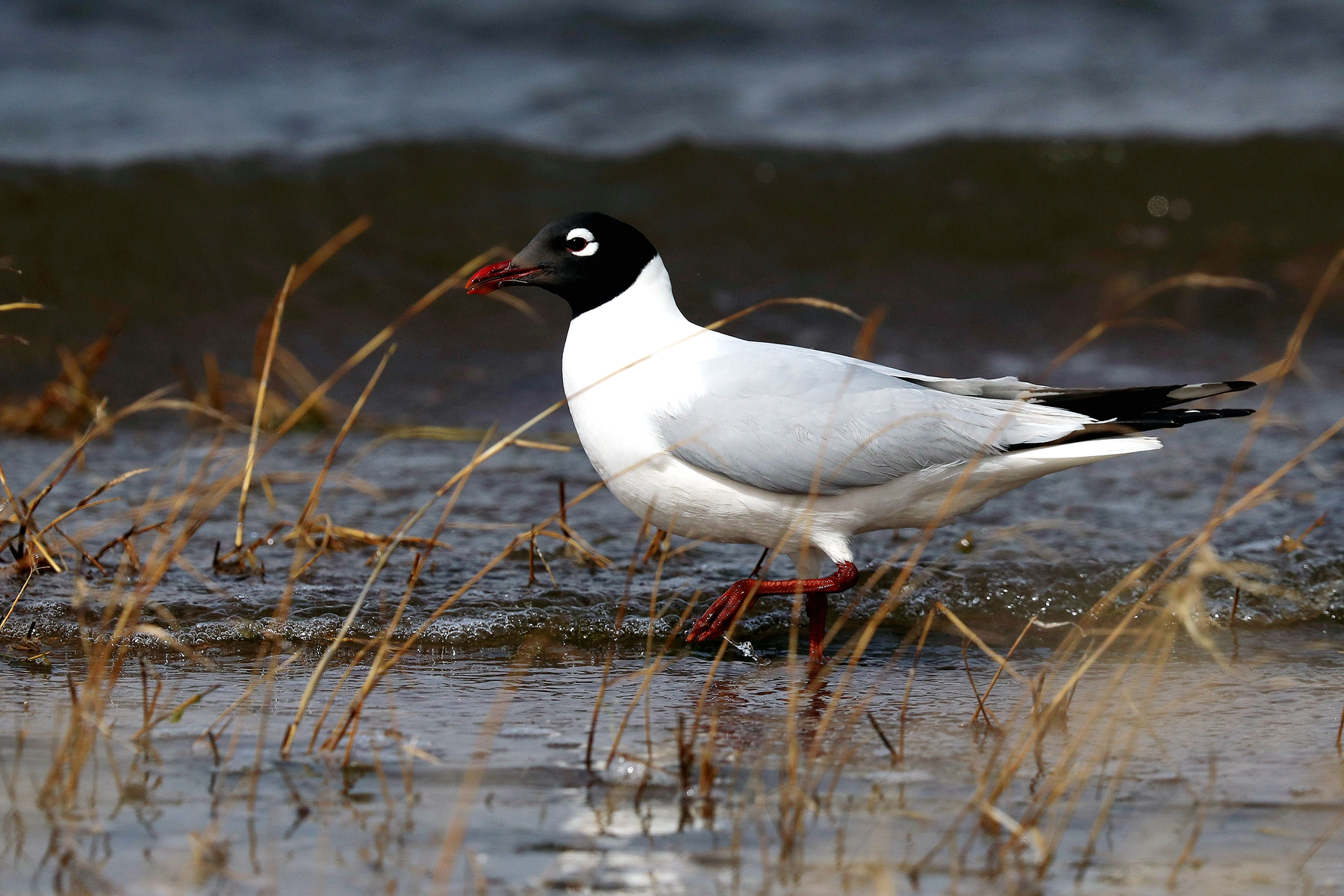
Реликтовая чайка

Реликтовая чайка была описана шведским зоологом Эйнаром Лённбергом как подвид черноголовой чайки (Larus melanocephalus relictus) на основании одного экземпляра, добытого в 1929 году во Внутренней Монголии в нижнем течении реки Эдзин-Гол. Таксономический статус этой загадочной птицы оставался неясным. Одни предполагали, что это уклоняющийся по окраске экземпляр буроголовой чайки, другие, что это гибрид между черноголовым хохотуном и буроголовой чайкой.
Новые находки этого вида были сделаны весной 1963 года на озере Барун-Торей на юге Читинской области, а в 1967 была найдена их гнездовая колония на острове Хухан на этом озере. Однако этот вид был неправильно идентифицирован как буроголовая чайка
В 1969 году на острове Среднем на озере Алаколь Ауэзов впервые обнаружил в Казахстане колонию реликтовой чайки. Э. М. Ауэзов правильно определил этот вид, ранее неизвестный в СССР и имевшийся в мировых коллекциях в одном экземпляре. Обосновал видовой статус этой чайки и опубликовал серию статей «О находке колонии реликтовой чайки Larus relictus Lönnb.» (1970), «Таксономическая оценка и систематическое положение реликтовой чайки Larus relictus Lönnb.». По этим материалам в 1980 г. он защитил кандидатскую диссертацию на тему «Биология реликтовой чайки и мероприятия по её охране».

### Работа в Госкомитете по охране природы
В 1988 году Ауэзов перешёл на работу в недавно возникший Государственный комитет по охране природы Казахской ССР. Там он занимал должность начальника отдела учёта и кадастра животного мира. Участвовал в разработке стратегии охраны и рационального использования животного мира Казахстана. Организовывал и проводил аэровизуальные учёты водоплавающих птиц на многих водоемах Казахстана.
Всего Э. М. Ауэзов опубликовал более 80 научных работ.
В мае 1995 года скоропостижно скончался во время поездки Кызылжигидинское охотхозяйство в низовьях реки Чилик.

## Семья
- Жена — Галина Антоновна, урождённая Кравец (21.04.1945—17.12.2011)[1]

### Рекомендуемые источники
- Эрнар Мухтарович Ауэзов (1943—1995). (некролог) // Selevinia-1995, No 3, с. 99.